# Eternity (Every Little Thingのアルバム)
『eternity』（エターニティ）は、日本の音楽グループEvery Little Thingの3rdアルバム。2000年3月15日にavex traxから発売した。

## 概要
- オリジナルアルバムとしては、前作『Time to Destination』以来、約2年振りとなる。
- 3人体制としては最後のアルバムとなり、本作を最後にリーダーでキーボード担当の五十嵐充はプロデュース活動に専念するためにEvery Little Thingを脱退し、オリジナルアルバムとしては約10年後の9thアルバム『CHANGE』まで途切れることとなる[1]。
- 前2作までのアルバムは、五十嵐がほぼ全ての楽曲を制作をしていたが、このアルバムでは3人で楽曲制作された曲が多く、本作以降からは、持田と伊藤も楽曲製作に関わっていくようになる。
- 初回限定盤はピクチャーレーベル仕様。
- 本作発売後、3曲が新たにシングルカットされたため、インストやリミックスを除き純粋なアルバム収録曲は3曲のみとなっている。
- 2012年3月21日には「マスターピース・シリーズ」の一環で本作が期間限定生産廉価盤の紙ジャケット仕様で再発売された[2]。

## 収録曲
| #         | タイトル                            | 作詞               | 作曲               | 編曲                          | 時間  |
| --------- | ----------------------------------- | ------------------ | ------------------ | ----------------------------- | ----- |
| 1.        | 「Pray」                            | 五十嵐充           | 五十嵐充           | 五十嵐充                      | 5:23  |
| 2.        | 「Reason」                          | Every Little Thing | 五十嵐充           | Every Little Thing & 石塚知生 | 4:57  |
| 3.        | 「switch」(Album Mix)               | 持田香織           | 伊藤一朗           | 伊藤一朗                      | 4:19  |
| 4.        | 「Just be you」                     | Every Little Thing | 五十嵐充           | Every Little Thing & 石塚知生 | 4:14  |
| 5.        | 「The One Thing」                   | Every Little Thing | 五十嵐充           | 五十嵐充                      | 4:44  |
| 6.        | 「Get Into A Groove」               | 五十嵐充           | 五十嵐充           | 五十嵐充                      | 4:35  |
| 7.        | 「Rescue me」                       | 五十嵐充           | 五十嵐充           | 五十嵐充                      | 4:17  |
| 8.        | 「Smile Again」                     | Every Little Thing | 五十嵐充           | 五十嵐充                      | 4:30  |
| 9.        | 「sure」(Orchestra Version)         | 持田香織           | Every Little Thing | Every Little Thing & 星野靖彦 | 5:01  |
| 10.       | 「Who cries for me?」(Pray Reprise) | -                  | 五十嵐充           | 五十嵐充                      | 1:08  |
| 11.       | 「sure」(Are you sure? Mix)         | 持田香織           | Every Little Thing | 渥美尚樹                      | 5:53  |
| 合計時間: | 合計時間:                           | 合計時間:          | 合計時間:          | 合計時間:                     | 49:01 |

### 解説
1. Pray
  - 13thシングル1曲目。
  - DyDo「Ti-Ha」CMソング。
2. Reason
3. switch (Album Mix)
  - 14thシングルのカップリング曲のアレンジ。
4. Just be you
5. The One Thing
  - 映画「クロスファイア」主題歌。
  - 後に、15thシングルのカップリング曲としてリアレンジされたものがリカット。
6. Get Into A Groove
  - 13thシングルの2曲目。
  - TOYOTA「HILUX SURF」CFソング。
7. Rescue me
  - 日本ゲートウェイノートパソコン「Gateway Solo」CMソング。
  - 後に、15thシングルの1曲目としてリカット。
8. Smile Again
  - DyDo「Ti-Ha」CMソング。
  - 後に、15thシングルの2曲目としてリカット。
9. sure (Orchestra Version)
  - 14thシングルのアレンジ。
  - 五十嵐在籍時のラストシングル。持田香織がシングル曲では、初めて作詞を担当した。
10. Who cries for me? (Pray Reprise)
  - 13thシングル「Pray」のコーラスがサンプリングされている。
11. sure (Are you sure? Mix)
  - 渥美尚樹によるリミックス。
  - 14thシングルのリミックス。

## 参加ミュージシャン
Every Little Thing
- 持田香織：Vocal, Chorus
- 伊藤一朗：Electric Guitar, Acoustic Guitar
- 五十嵐充：Keyboards, Programming

Support Musician
- 桑島幻矢：Synthesizer, Programming
- 鈴木英俊：Acoustic Guitar (#9)
- Jeremy Lubbock：Strings Arrangement (#9)